# Upsilon Aquarii
Upsilon Aquarii è una stella nana bianco-gialla nella sequenza principale di magnitudine 5,2 situata nella costellazione dell'Aquario. Dista 74 anni luce dal sistema solare.

## Osservazione
Si tratta di una stella situata nell'emisfero celeste australe; grazie alla sua posizione non fortemente australe, può essere osservata dalla gran parte delle regioni della Terra, sebbene gli osservatori dell'emisfero sud siano più avvantaggiati. Nei pressi dell'Antartide appare circumpolare, mentre resta sempre invisibile solo in prossimità del circolo polare artico. La sua magnitudine pari a 5,2 fa sì che possa essere scorta solo con un cielo sufficientemente libero dagli effetti dell'inquinamento luminoso.
Il periodo migliore per la sua osservazione nel cielo serale ricade nei mesi compresi fra fine agosto e dicembre; da entrambi gli emisferi il periodo di visibilità rimane indicativamente lo stesso, grazie alla posizione della stella non lontana dall'equatore celeste.

## Caratteristiche fisiche
La stella è una nana bianco-gialla nella sequenza principale; non è chiara la sua età, potrebbe essere molto giovane (160 milioni di anni) o aver passato il miliardo di anni di vita; con una massa del 34% superiore a quella solare, le sue aspettative di vita sono attorno ai 5,5 miliardi di anni, poco più della metà dell'intera vista del Sole.
Ha una debole compagna a 6,1 secondi d'arco di distanza: scoperta nel 2005, nel corso del tempo la distanza è rimasta immutata, quindi questo confermerebbe che sia legata gravitazionalmente alla principale.
Possiede una magnitudine assoluta di 3,42 e la sua velocità radiale negativa indica che la stella si sta avvicinando al sistema solare.